# MCU in WONDERLAND e.p.
「MCU in WONDERLAND e.p.」（エムシーユー・イン・ワンダーランド イーピー）は、日本のヒップホップMCMCUの4枚目のシングルである。2006年5月17日発売。発売元はBMG JAPAN。

## 概要
- 4曲入りシングル。
- カップリングの「手のひら re-birth」は映画『LAST DAYS』のトリビュート・アルバム『LAST DAYS tribute to Mr.K』収録曲「手のひら」をリミックスしたもの。
- PV監督は中茎強。

## 収録曲
1. トワイライトタイム[4:42]
作詞：MCU／作曲・編曲：CMJK
2. Recollection[4:40]
作詞：MCU／作曲・編曲：CMJK
3. 手のひら re-birth[4:55]
作詞：MCU／作曲：MCU・CMJK／編曲：CMJK
4. FUNKY JET[4:08]
作詞・作曲：MCU／編曲：MCU・CMJK

## 収録アルバム
- ベスト『BEST OF MCU』（2010年2月10日）

## タイアップ
- トワイライトタイム：アニメ「スパイダーライダーズ 〜オラクルの勇者たち〜」第一期エンディングテーマ